# 熱帶對流層上部槽
熱帶對流層上部槽（英語：Tropical upper tropospheric trough，縮寫：TUTT）是一條位於熱帶高空（約200百帕面）的槽線，其可經由中緯度西風槽振幅延大而伸展到熱帶而成，亦可為高層反氣旋南側之高空東風倒槽。其將帶來強烈垂直风切变而影響熱帶氣旋或熱帶擾動的發展，但亦有情況是因帶來良好的高空輻散而助長熱帶氣旋的發展。在環境許可下，其會發展成擁有完整環流的高空冷心低壓，並有可能發展至地面而誘生出低層之熱帶擾動發展。

## 形成位置
在北半球海域，熱帶對流層上部槽自東北東延伸至西南西方向，在南半球海域則以西北西延伸至東南東方向。
在南太平洋，熱帶對流層上部槽位於近赤道西經175度，並自東南延伸至南緯30度、西經105度的南美洲西岸；而在南大西洋，則自近赤道西經75度之南部非洲西部近海，向東南延伸至南緯30度、西經15度；至於北太平洋，其位於北緯35度、西經145度的北美洲西部海域，延伸至北緯22度、東經135度的菲律賓東北方沿海；北大西洋方面，該系統位於北緯35度、西經30度的亞速爾群島南部，延伸至北緯22度、西經95度的墨西哥灣南部海域上
。

## 對熱帶系統的影響
熱帶對流層上部槽可為高層反氣旋南側之高空東風倒槽，其將帶來強烈垂直風切變而影響熱帶氣旋或熱帶擾動的發展。然而，熱帶對流層上部槽亦可帶來良好的高空輻散而助長熱帶氣旋的發展。這樣的狀況極可能接近熱帶對流層上部槽最西向及赤道周遭。

## 釋義
1. ↑  「垂直風切」是指比較一垂直高度中的風速及風向差[1]。
2. ↑  「輻合」是指空氣匯聚的現象，其中又可分為「氣旋式輻合」和「切變式輻合」二種：在地面，空氣在科氏力、氣壓梯度力、地形摩擦力以及離心力之共同作用下，以逆時針通過等壓線，呈螺旋式向低壓中心推進，形成風。若低壓中心有閉合等壓線（例如熱帶氣旋），則因角動量守恆，離心力加大，而進一步平衡氣壓梯度力，於是產生旋風。同時空氣被迫抬升，空氣上升後地面氣壓便會進一步下降，此即「氣旋式輻合」。而「切變式輻合」則是二種不同風向的氣流輻合，而使空氣因壓迫抬升，這種切變式的輻合通常出現於鋒面或低壓槽處，和前者輻合的分別只是氣旋式的風向變化比較不明顯[5]。
3. ↑  「輻散」是指空氣由一個中心向四周散開，通常只有氣旋式輻散，形成原因和輻合[注 2]的機制相若，只是一般是在高壓系統發生。高空亦能有高壓，所以高空亦能有輻散，高空輻散足夠又有水氣時即可能降水，形成原因和輻合相若[5]。

## 外部連結
- 問與答—颶風、颱風與熱帶氣旋 （页面存档备份，存于）
- 熱帶氣旋教科書 : 從信風到氣旋（二卷宗）. 第8-4章—TUTT Archive.today的存檔，存档日期2012-12-16. Florent Beucher, 法國氣象局, 897 pp., 25 mai 2010, ISBN 9782110993915.